# Enchentes e deslizamentos no Agreste em 2025
As enchentes e deslizamentos nas regiões Norte e Nordeste em 2025 foram causados por eventos de precipitação extrema ocorridos no Agreste, Zona da Mata, no interior e da Região Metropolitana do estado de Pernambuco, Brasil, nos dias 11 de janeiro de 2025 e atualmente. Os municípios como Caruaru, Gravatá, São Bento do Una e Escada foi afetadas, incluindo Garanhuns, que foi a cidade mais afetada.

## Consequências

### Pernambuco

#### Garanhuns
Em menos de seis horas foram registrados 122,68 milímetros de chuva, quase o triplo da média esperado para todo o mês de janeiro, que é de 45 milímetros. A intensa precipitação provocou alagamentos em vários pontos da cidade e dificultou a circulação de veículos.
Por meio de nota, a prefeitura de Garanhuns informou que acompanhou no local os estragos causados pelas fortes chuvas no município. Foram verificados calçamentos danificados, dentre outros estragos na infraestrutura, assim como árvores caídas e falta de energia, com riscos de choques elétricos.
Na Universidade de Pernambuco (UPE) de Garanhuns, um muro caiu em decorrência da chuva.

#### São Bento do Una
Em São Bento do Una, a chuva também provocou transtornos e alagou vias. Na zona rural do município, no povoado de Jurubeba, um homem perdeu a vida após o carro em que ele estava ter sido arrastado pela água e cair dentro de um rio.
A Polícia Civil registrou o caso através da delegacia de Belo Jardim e está investigando o caso.

#### Região Metropolitana
A chuva foi afetada no município do Recife.

### Inter-estadual
Além de Pernambuco, a chuva também afetou o litoral dos seguintes estados: R.G. do Norte, Paraíba e Alagoas.